# Polnische Exilregierung
| Polnische Exilregierung                                  |
| -------------------------------------------------------- |
| Präsident im Exil                                        |
| Władysław Raczkiewicz (von September 1939 bis Juni 1947) |
| Exilregierung                                            |
| Regierung                                                |
| Regierungsvertretung im Lande                            |
| Parteien                                                 |
| Polnische Sozialistische Partei, Sozialdemokraten        |
| Polnische Volkspartei, Bauernpartei                      |
| Nationale Partei, Nationaldemokraten                     |
| Partei der Arbeit, Christdemokraten                      |
| Militär                                                  |
| Polnische Streitkräfte im Westen                         |
| Polnische Heimatarmee                                    |

Die polnische Exilregierung konstituierte sich im Oktober 1939 nach dem deutschen und sowjetischen Überfall auf die Zweite Polnische Republik als legitime Nachfolgerin der in Rumänien internierten polnischen Regierung. Der erste Sitz der Regierung war Paris, später Angers. Kurz vor der Kapitulation Frankreichs im Juni 1940 wählte sie London als Sitz, um von dort aus u. a. die polnischen Streitkräfte im Westen zu koordinieren.
In Folge des deutschen Überfalls auf die Sowjetunion handelte sie im Juli 1941 das Sikorski-Maiski-Abkommen aus, welches zur Aufstellung der Anders-Armee führte, die im März 1942 über Iran in den Nahen Osten verlegt und dem britischen Nahostkommando unterstellt wurde.
Sie schied im Juli 1945 durch die Anerkennung der Volksrepublik Polen seitens der USA und Großbritanniens aus der Anti-Hitler-Koalition aus.

## Rechtliche Voraussetzung
Die Rechtsgrundlage für die polnische Exilregierung entstand durch die Verfassung von 1935. Sie sah vor, dass der Präsident einen Vertreter für den Fall seiner Vakanz benennen musste.

## In Frankreich (September 1939–Juni 1940)

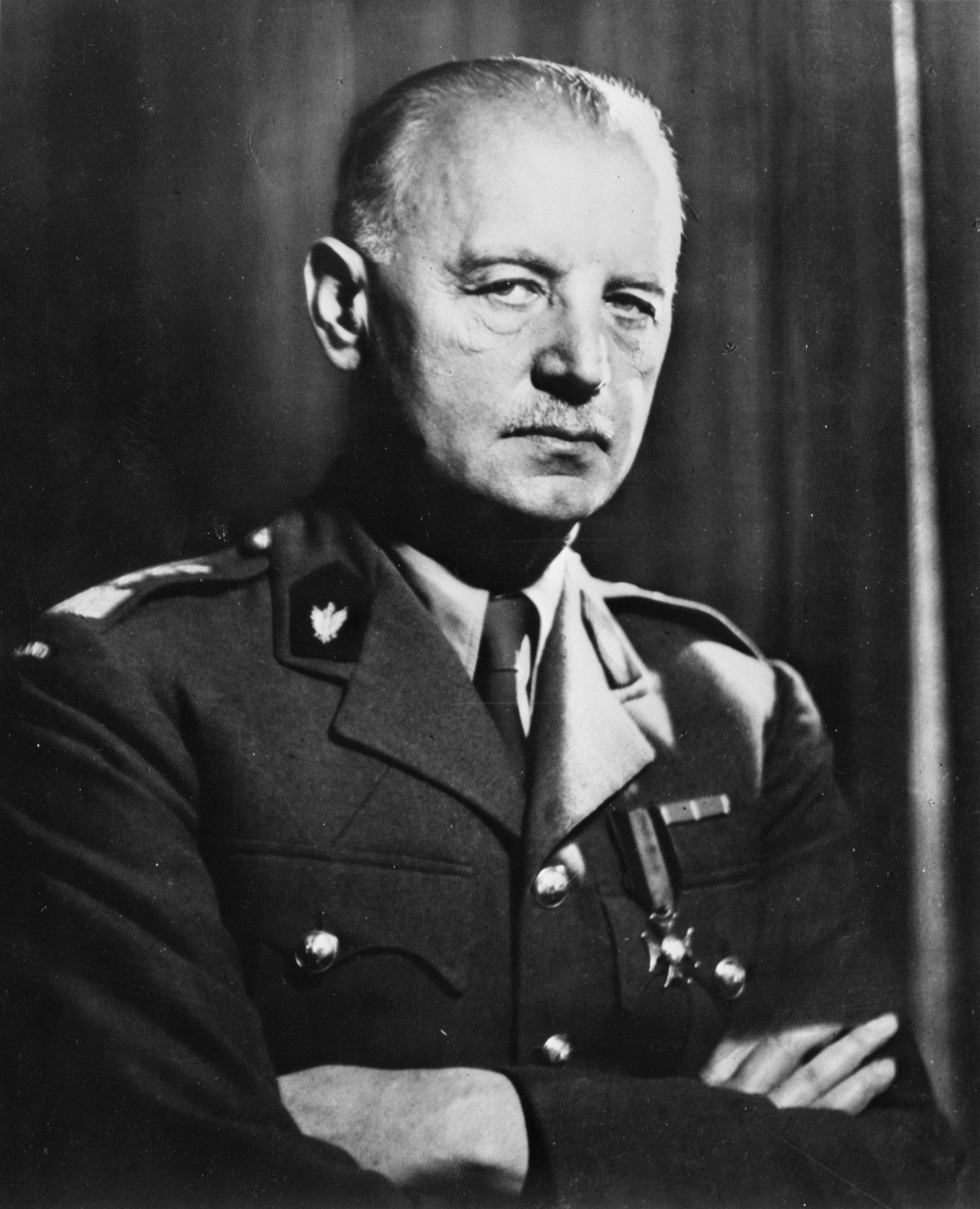
Der Ministerpräsident und Oberkommandierende Władysław Sikorski, um 1942

Am 25. September 1939 ernannte der polnische Präsident Ignacy Mościcki den Botschafter in Italien, Bolesław Wieniawa-Długoszowski, zu seinem Nachfolger. Dieser lehnte dies jedoch auf Drängen der französischen Regierung ab und so ernannte Mościcki am 29. September Władysław Raczkiewicz zum ersten polnischen Präsidenten im Exil. Zugleich erklärte Mościcki seinen eigenen Rücktritt. Am folgenden Tag ernannte Raczkiewicz den Offizier Władysław Sikorski zum Ministerpräsidenten und Oberkommandierenden der Exilstreitkräfte. Die von Raczkiewicz berufende Regierung setzte sich aus Vertretern von vier Oppositionsparteien der Zweiten Republik zusammen. Am 30. November erklärte Raczkiewicz, die große Machtfülle nicht zu nutzen, die die Verfassung ihm gewährte. Tatsächlich wurde in der Folge Sikorski zum wichtigsten Entscheidungsträger und internationalen Repräsentanten des polnischen Exilstaats. Im Dezember berief Raczkiewicz anstelle eines Parlaments den Nationalen Rat, der aus Vertretern der Regierungsparteien und verschiedener gesellschaftlicher Gruppen bestand.
Am 18. Dezember 1939 verabschiedete die Regierung eine Deklaration, die die Ziele der Exilregierung beinhaltete:
- Hauptfeind ist das Deutsche Reich
- Kampf für die Befreiung Polens
- Gründung einer polnischen Armee im Exil
- Gründung einer Untergrundorganisation im Heimatland

Ende 1939 gründete die Exilregierung den Verband für den Bewaffneten Kampf (Związek Walki Zbrojnej, ZWZ). Dieser sollte die Untergrundaktivitäten im Heimatland bündeln und steuern. Dies gelang jedoch erst im Verlauf der folgenden Jahre maßgeblich unter General Stefan Rowecki. Dieser formte aus den politisch verschiedenartigen Untergrundgruppen schließlich die 1942 gegründete Polnische Heimatarmee.
Viele polnische Soldaten entkamen über Ungarn, Rumänien oder die Ostsee aus Polen. Auch ein Großteil der Flotte schaffte die Flucht über die Ostsee. Am 4. Januar 1940 wurde ein polnisch-französisches Militärabkommen abgeschlossen. Im Frühling 1940 wurden die 1. Polnische Grenadierdivision, die 10. Panzerbrigade, die 1. Polnische Infanteriedivision und die Podhale-Schützen-Brigade gegründet. Das polnische Heer bestand zu diesem Zeitpunkt aus rund 70.000 Mann.

## Verlegung nach Großbritannien
Am 17. Juni 1940, kurz vor der Kapitulation Frankreichs, nahm die Exilregierung die Einladung von Churchill an und verlegte ihren Sitz nach London. Am 19. Juni befahl General Władysław Sikorski in einer Radioansprache den polnischen Soldaten und Freiwilligen in Frankreich, sich nach Großbritannien durchzuschlagen.
Am 5. August 1940 wurde ein polnisch-britisches Militärabkommen abgeschlossen, das den Polen die Bildung eigener Streitkräfte in Großbritannien ermöglichte. Es wurden die polnische 1. Panzerdivision und die polnische 1. Fallschirmjägerbrigade aufgestellt. Versuche weiterer Anwerbungen unter bereits länger in Großbritannien und den USA lebenden Exilpolen blieben weitgehend erfolglos.

## Auseinandersetzungen mit der Sowjetunion

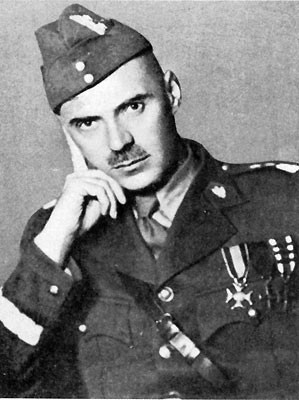
General Władysław Anders, vor 1939

Nach dem deutschen Überfall auf die Sowjetunion wurde am 30. Juli 1941 auf Initiative der britischen Regierung das Sikorski-Maiski-Abkommen unterschrieben. Darin vereinbarte die polnische Exilregierung einen Botschafteraustausch mit der Sowjetunion und die gemeinsame Fortführung des Kampfes gegen Deutschland. Die ungeklärte Grenzfrage zwischen der Sowjetunion und Polen wurde mit Hilfe des Foreign Office durch eine Kompromissformulierung für die Kriegszeit aus dem Wege geräumt, indem die Sowjetunion eine Erklärung abgab, dass der Hitler-Stalinpakt seine Gültigkeit verloren habe. Am 12. August 1941 wurden rund 300.000 gefangene Polen in der Sowjetunion amnestiert und am 14. August wurde ein polnisch-sowjetisches Militärabkommen abgeschlossen, das aus den Häftlingen die Bildung polnischer Streitkräfte in der Sowjetunion ermöglichte. Ihr Befehlshaber wurde der aus dem Gefängnis in der Sowjetunion entlassene General Władysław Anders. Am 30. November kam General Władysław Sikorski nach Moskau, um mit Stalin über die Evakuierung dieser Streitkräfte in den Iran zu verhandeln, was schließlich in zwei Etappen bis August 1942 zur Evakuierung von rund 82.000 polnischen Soldaten und 40.000 Zivilisten aus der Sowjetunion führte. Aus diesen Soldaten entstand das 2. Polnische Korps. Dabei fiel den Polen auf, dass die Offiziere fehlten, die in den Lagern Koselsk, Ostaschkow und Starobelsk gewesen waren. Sikorskis Fragen nach diesen Offizieren wurde von Stalin und sowjetischen Offiziellen mit Ausreden hinhaltend beantwortet. Auch die Lösung der Grenzfragen wurde mehrfach angesprochen und blieb unerledigt.
Ende 1941 erhielt die Exilregierung erste Nachrichten über die massenhafte Ermordung von Juden in Polen durch die deutsche Besatzungsmacht. Daraufhin wies sie im alliierten Lager immer wieder auf dieses Verbrechen hin und forderte Vergeltungsmaßnahmen gegen Deutschland. Erst am 4. Mai 1943 forderte Sikorski auch seine Landsleute per Radioansprache auf, den Verfolgten zu helfen.
Ein wesentlicher Teil der diplomatischen Arbeit der Exilregierung hatte zum Ziel, alliierte Gebietszugeständnisse gegenüber der Sowjetunion zulasten Polens zu verhindern. Die gleiche Stoßrichtung hatte ein im Januar 1942 abgeschlossener Vertrag mit der Tschechoslowakischen Exilregierung über eine künftige Konföderation beider Staaten. Im Oktober 1942 legte sich die Exilregierung darauf fest, Ostpreußen, Danzig und das Gebiet um Oppeln als polnisches Staatsgebiet zu beanspruchen sowie für die Nachkriegszeit eine Besatzungszone auf deutschem Gebiet, die bis an die Oder und die Lausitzer Neiße reichen sollte.
Im Februar 1942 wurde ein neuer Nationaler Rat einberufen. In ihm hatten gegenüber dem Vorläufergremium die Vertreter der vier Regierungsparteien ein größeres Gewicht als die Vertreter gesellschaftlicher Gruppen. Die Parteien stellten 20 der 31 Mitglieder.
Anfang 1943 verschlechterten sich die Beziehungen Polens zur Sowjetunion wieder. Die Sowjetunion erklärte nämlich alle Bewohner der von ihr besetzten polnischen Gebiete, die sie Weißrussland und der Ukraine zugeschlagen hatte, zu Staatsbürgern der Sowjetunion. Damit waren weitere Konflikte mit dem neuen Bundesgenossen Polen vorhersehbar. Zusätzlich gründeten polnische Kommunisten Anfang 1943 im Auftrag Stalins in der Sowjetunion den Bund Polnischer Patrioten in der UdSSR (ZPP) als politischen Partner für ein Nachkriegspolen zwischen Oder und Curzon-Linie und gaben ab 1. März 1943 eine eigene Zeitung mit dem Namen Das Freie Polen heraus. Ebenfalls im März 1943 wurde im Zusammenhang mit dem ZPP die so genannte Berling-Armee als an die Sowjetarmee angegliederter und von der Sowjetunion kontrollierter polnischer Verband gegründet.
Am 13. April 1943 gaben die Deutschen ihre Erkenntnisse über das Massaker von Katyn bekannt. Daraufhin forderte die polnische Exilregierung am 15. April öffentlich die bedingungslose Aufklärung von der Sowjetunion und wandte sich an das Internationale Komitee vom Roten Kreuz, um von diesem eine Untersuchung in Katyn zu fordern. Die Sowjetunion gab dagegen der Weltöffentlichkeit bekannt, dass die Morde von den Deutschen begangen worden seien. Sie warf der Regierung Polens vor, sie sei ein Bundesgenosse der Deutschen und handele in Abstimmung mit ihnen. Stalin forderte am 24. April 1943 ultimativ in Schreiben identischen Inhalts an Roosevelt und Churchill, dass die polnische Exilregierung den Antrag an das Rote Kreuz zurückziehe. Churchill drängte daraufhin Polen, den Konflikt konsultativ zu lösen und auf die öffentliche Aufklärung im Interesse des Bündnisses zu verzichten. Die polnische Regierung konnte dem kaum zustimmen, aber sie erklärte gegenüber Churchill, dass sie auf die Anrufung des Internationalen Roten Kreuzes verzichten wolle.
Trotz der Bitten von Roosevelt und Churchill, es nicht zu tun, erklärte Stalin am 25. April 1943 den Abbruch der Beziehungen zu Polen. Damit isolierte er Polens Exilregierung in der Anti-Hitler-Koalition und stellte die Weichen für ein kommunistisches Nachkriegspolen ohne Rücksicht auf westliche Interessen.
Für die Exilregierung zog der verschärfte Konflikt mit Moskau allerdings auch eine gestärkte Position innerhalb der Exilgemeinde und insbesondere unter den polnischen Truppen auf westalliierter Seite nach sich. Dort war sie zuvor vor allem wegen einer zu nachgiebigen Haltung gegenüber Stalin in die Kritik geraten. Als Folge dieser neuen Frontstellung einigten sich die seit Oktober 1939 entstandenen polnischen Widerstandsgruppen wie auch die Vertreter von vier Exilparteien auf das gemeinsame Nachkriegsziel eines nichtkommunistischen, unabhängigen Polens mit der im Friedensvertrag von Riga 1921 vereinbarten Ostgrenze. Im August 1943 schlossen sie eine Zusammenarbeit mit der Sowjetunion, den polnischen Kommunisten und rechtsnationalen Parteien Polens aus.

## Verlust des Einflusses auf das Heimatland
Am 4. Juli 1943 kam Sikorski bei einem Flugzeugabsturz im Mittelmeer ums Leben. Sein Nachfolger wurde Stanisław Mikołajczyk aus der Bauernpartei. Am 15. August vereinbarten die vier Regierungsparteien eine fortgesetzte Zusammenarbeit bis zu den ersten Nachkriegswahlen. Im Januar 1944 gründeten sie zudem den Rada Jedności Narodowej (dt.: Rat der Nationalen Einheit) als eine Art Parlament, in das später auch Vertreter kleinerer Exilgruppen aufgenommen wurden. Möglicherweise handelte es sich dabei um eine Reaktion auf die Gründung einer entsprechenden kommunistisch dominierten Versammlung zum Jahresbeginn in Moskau. Im März veröffentlichte der Rat ein Dokument zur Staats- und Gesellschaftsstruktur für Nachkriegspolen, das Ziele möglichst vieler beteiligter Parteien berücksichtigen sollte.
Unterdessen wurde es für die Exilregierung zunehmend schwerer, die Ereignisse in Polen mitzubestimmen. Nach Beginn der alliierten Invasion in Italien im Juli 1943 statt auf dem Balkan war klar, dass die Befreiung Polens nicht durch die Westalliierten, sondern durch die Rote Armee geschehen würde und dass Stalin eine polnische Nachkriegsregierung nach seinen Vorstellungen einsetzen würde. Dazu hatte dieser bereits seit 1942 mit der Neugründung der polnischen kommunistischen Partei und verstärkt von 1943 an mit Organisationen wie dem Bund Polnischer Patrioten, dem Nationalrat und den Polnischen Streitkräfte in der Sowjetunion konkurrierende Organe zu denen unter der Kontrolle der Exilregierung geschaffen. Auf der Konferenz von Teheran Ende 1943 wurde zudem deutlich, dass die USA und Großbritannien der von Stalin gewünschten Westverschiebung Polens zustimmten. Zudem wurde Polen dem ausschließlichen militärischen Operationsgebiet der Sowjetunion zugeschlagen. Als sowjetische Truppen in der Nacht zum 4. Januar 1944 erstmals polnisches Gebiet betraten, folgte ein Austausch von Erklärungen, in denen die Exilregierung die Souveränität über ihr Staatsgebiet beanspruchte, während die Sowjetunion gleiches für die durch ihre Truppen eroberten Gebiete postulierte. Insbesondere die britische Regierung übte in den folgenden Monaten Druck auf die Exilregierung aus, die sowjetischen Territorialvorstellungen zu akzeptieren und außerdem eine eigene Regierungsumbildung gemäß Forderungen Stalins vorzunehmen. Eine Garantie der polnischen Grenzen lehnte Premierminister Churchill ab. Mitte 1944 etablierte die Sowjetunion zudem das durch polnische Kommunisten dominierte Lubliner Komitee als Gegenregierung auf polnischem Boden.
Dennoch trat Stanisław Mikołajczyk im November 1944 von seinem Londoner Amt zurück, woran sich seine gesamte Regierung anschloss, und stellte sich als stellvertretender Regierungschef in Warschau zur Verfügung; später ging er dann in die Vereinigten Staaten.
Neuer Ministerpräsident wurde Tomasz Arciszewski (PPS). Allerdings besaß er nur geringe Unterstützung im politischen Exil. Die Bauernpartei blieb seinem Kabinett ganz fern. Unterdessen waren die Untergrundstrukturen im Heimatland wegen der weitgehend erfolglosen militärischen Operationen gegen die Besatzer und wegen der unmittelbar einsetzenden Verfolgung durch das sowjetische Militär und den NKWD in Auflösung begriffen. Am 19. Januar 1945 gab Leopold Okulicki als letzter Oberkommandierender der Heimatarmee den Befehl zu deren Auflösung, die sich allerdings über Monate hinzog.
Im Rahmen der Konferenz von Jalta, die im Februar 1945 die Neuordnung Europas behandelte, wurde die Exilregierung nicht einbezogen oder auch nur thematisiert. Die Alliierten kamen vielmehr überein, das kommunistisch dominierte Lubliner Komitee zu einer vorläufigen polnischen Regierung umzugestalten und trafen auch grobe Absprachen zur Westverschiebung Polens. Die Exilregierung protestierte zwar gegen die Beschlüsse von Jalta, erkannte aber bald die Notwendigkeit an, im Rahmen dieser Vorgabe weiter zu agieren. Im Verlauf des Frühjahrs sprach sich eine Mehrheit unter den Exilpolitikern dafür aus, in eine Regierung der nationalen Einheit mit den Kommunisten einzutreten. Bei einer vorbereitenden Konferenz im Juni in Moskau waren die Vertreter des Exils in der Minderheit. Auch die anschließend gebildete Regierung wurde von Kommunisten und ihren Unterstützern dominiert. Zum 1. Juli 1945 lösten sich der Rat der Nationalen Einheit und die Regierungsdelegaturen in Polen auf.

## Kriegsende
Am 6. Juli 1945, nach dem Ende des Krieges und kurz vor Beginn der Potsdamer Konferenz am 17. Juli, entzogen die Verbündeten USA und Großbritannien der Exilregierung die Anerkennung und erkannten stattdessen die kommunistisch dominierte Regierung als legitim an. Nahezu alle Staaten weltweit schlossen sich an. Das 1. Polnische Korps war in Deutschland in der Polnischen Besatzungszone noch bis 1947 als Besatzungsmacht im Emsland stationiert.
Sowohl die polnischen Streitkräfte im Westen als auch die zivilen Aktivitäten der polnischen Exilregierung wurden über Kredite Großbritanniens finanziert. Für den zivilen Part umfassten diese 1941 4,4 Millionen Britische Pfund und 1942 mehr als 14 Millionen Britische Pfund. Von letzteren flossen rund 8 Millionen in die Unterstützung der Polen in der Sowjetunion.

## Zusammensetzung während des Zweiten Weltkriegs (nicht vollständig)
Ministerpräsident: Władysław Sikorski
Außenminister: bis Juli 1941 August Zaleski, bis 1943 Edward Raczyński
Innenminister: bis Mitte 1941 Stanisław Kot, dann Stanisław Mikołajczyk
Minister für soziale Fürsorge: Jan Stańczyk
Minister für Kongressangelegenheiten: Marian Seyda

## Die Nachkriegsjahre (1945–1990)

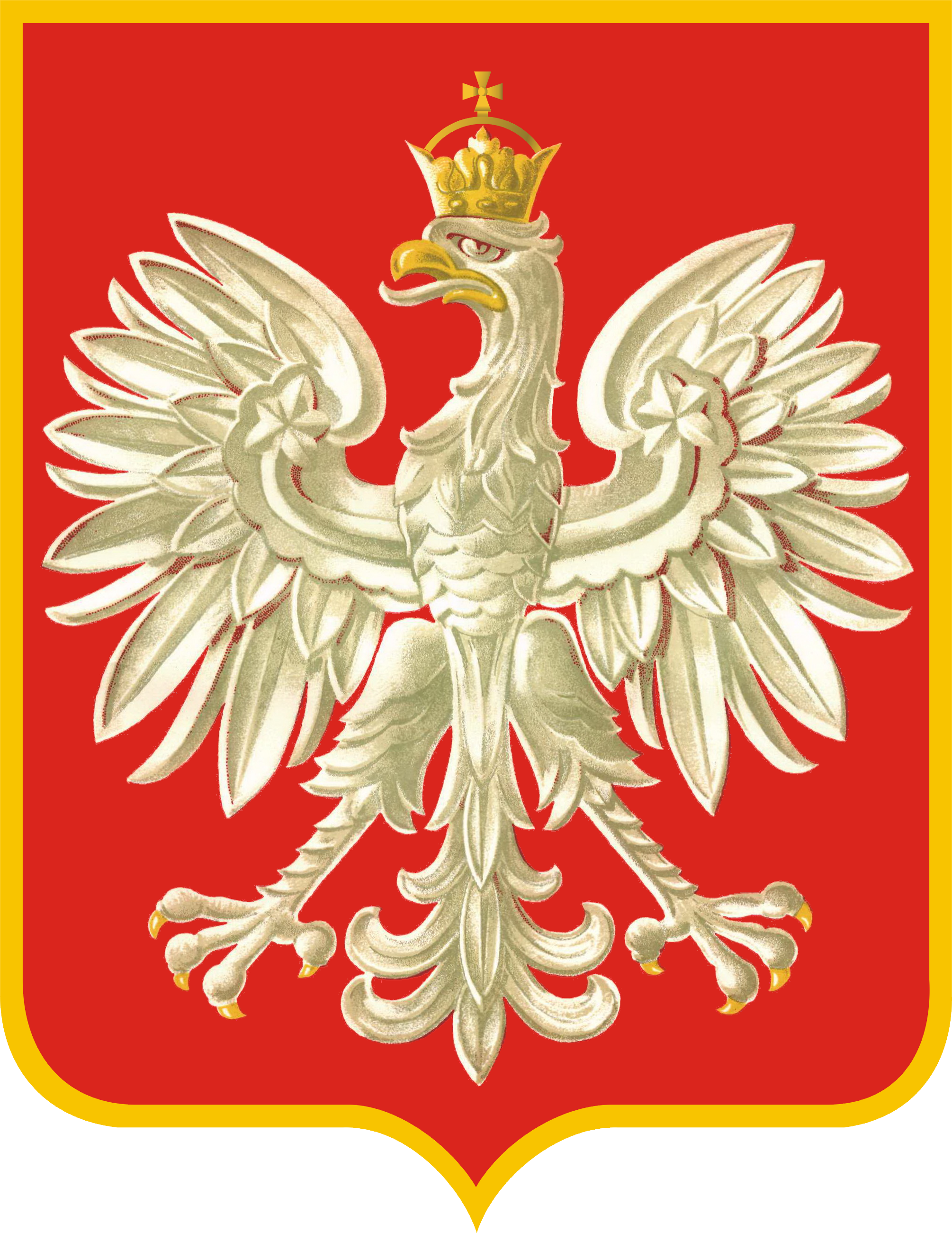
Wappen der Exilregierung in den Jahren 1956–1990

Irland, Spanien, Kuba und der Vatikanstaat waren die letzten Staaten, die die polnische Exilregierung noch anerkannten.
Da das Potsdamer Abkommen eine friedensvertragliche Regelung mit Deutschland auf unbestimmte Zeit aufschob, sahen sich die exilpolnischen politischen Kreise (hinter denen immerhin einige Millionen Emigranten und viele Millionen in der Heimat standen) im Westen berechtigt, das Amt des Präsidenten und eine Schattenregierung als Symbole der polnischen Unabhängigkeit weiter bestehen zu lassen.
1954 kam es in der Exilregierung nach dem Bekanntwerden verdeckter CIA-Operationen in Polen (finanzielle und logistische Unterstützung der WiN im Austausch für Geheiminformationen aus der Volksrepublik Polen) zu einem Bruch, 80 % der anti-kommunistischen Exilpolen in Großbritannien verweigerten dem Präsidenten August Zaleski die Unterstützung und stellten sich auf die Seite des Dreierrats, der bis zum Tod von Zaleski im Jahr 1972 existierte.
Exilpräsidenten:
- Władysław Raczkiewicz, 1939–1947
- August Zaleski, 1947–1972
- Stanisław Ostrowski, 1972–1979
- Edward Raczyński, 1979–1986
- Kazimierz Sabbat, 1986–1989
- Ryszard Kaczorowski, 1989–1990

Die Residenz des Präsidenten befand sich im vornehmen Londoner Stadtviertel Chelsea, 43 Eaton Place; unweit davon gibt es heute das Polnische Institut mit Museum und Dokumentationszentrum.
Am 22. Dezember 1990 übergab der letzte Präsident der polnischen Exilregierung, Ryszard Kaczorowski die Insignien des Präsidentenamtes der Zweiten Polnischen Republik (Vorkriegspolen) an den neuen, demokratisch gewählten Staatspräsidenten Polens, Lech Wałęsa.

## Anerkennung durch andere Staaten
Das Deutsche Reich stellte sich auf den Standpunkt, durch den Deutsch-Sowjetischen Grenz- und Freundschaftsvertrag vom 28. September 1939 habe der polnische Staat aufgehört zu existieren.
Nach dem Fund der Massengräber bei Katyn 1943 forderte die polnische Exilregierung öffentlich Aufklärung. Die Sowjetunion stellte daraufhin ein Ultimatum an die USA und Großbritannien, die Exilregierung solle die Forderung nach der Entsendung einer internationalen Kommission nach Katyn zurücknehmen. Trotz Vermittlungsversuchen erklärte Stalin im April 1943 den Abbruch der Beziehungen zu Polens Exilregierung, die das Ultimatum nicht vollständig akzeptieren wollte. Damit war sie in der Anti-Hitler-Koalition isoliert.
Im Zuge der Weichsel-Oder-Operation eroberte die Rote Armee 1944 weite Teile von Polen. Als provisorische Regierung Polens unterstützte die Sowjetunion nun das Lubliner Komitee. Nach Kriegsende übte die Exilregierung keinerlei Regierungsgewalt mehr aus, stattdessen wurde die Volksrepublik Polen ausgerufen. Am 5./6. Juli 1945 entzogen die USA und Großbritannien der Exilregierung die diplomatische Anerkennung.
Zuletzt erkannten lediglich Portugal (bis zum Sturz des Caetano-Regimes 1974), Irland (bis 1976), das franquistische Spanien (bis 1977) und der Vatikanstaat (bis 1989) die polnische Exilregierung an. Sie wurde vornehmlich als Symbol polnischer Unabhängigkeit aufrechterhalten. Nach der Präsidentschaftswahl in Polen 1990, die Lech Wałęsa als Staatspräsidenten und eine polnische Regierung unter Jan Bielecki hervorbrachte, löste sie sich auf.